# Armond Hill
Pour les articles homonymes, voir Hill.
Armond Hill, né le 31 mars 1953 à Brooklyn, dans la ville de New York, est un joueur et entraîneur américain de basket-ball. Il évoluait au poste de meneur.